# 冈捷
冈捷（法語：Ganthier，發音：[ɡɑ̃tje]），海地西部省克魯瓦德布凱區一市镇，现有71,261位居民。